# Paris Henken
Paris Henken (Sonora, 22 dicembre 1995) è una velista statunitense, che ha rappresentato gli Stati Uniti ai Giochi olimpici di Rio de Janeiro 2016 nella classe 49erFX.